# Rin Kaneto
Rin Kaneto (en japonés: 金戸凜, Kaneto Rin; 18 de julio de 2003) es una deportista japonesa que compite en saltos de trampolín. Ganó dos medallas en el Campeonato Mundial de Natación, en los años 2022 y 2025.

## Palmarés internacional
| Campeonato Mundial | Campeonato Mundial  | Campeonato Mundial | Campeonato Mundial   |
| Año                | Lugar               | Medalla            | Prueba               |
| ------------------ | ------------------- | ------------------ | -------------------- |
| 2022               | Budapest (Hungría)  | Medalla de plata   | Trampolín 3 m sincro |
| 2025               | Singapur (Singapur) | Medalla de bronce  | Equipo mixto         |